# Lil Yachty
Майлс Паркс МакКоллум (англ. Miles Parks McCollum, 23 августа 1997; Атланта, Джорджия, США), более известный под псевдонимом Lil Yachty (рус. Лил Я́тти) — американский хип-хоп-исполнитель и автор песен. Получил признание после выпуска своего дебютного сингла «Minnesota» и нескольких альбомов, включая Summer Songs, Summer Songs 2, а также Teenage Emotions. Lil Yachty также сотрудничал с различными рэперами, в особенности с Macklemore в песне «Marmalade», которая достигла первой строчки чарта Billboard Bubbling Under Hot 100.

## Ранняя жизнь
МакКолум родился в Мэйблтоне, Джорджия. В 2015 году он принял сценический псевдоним «Yachty» и переехал из Атланты в Нью-Йорк, чтобы начать там свою карьеру. Со своим другом он работал с Стрит-фешен-персонами и набирал свою первую аудиторию в Instagram. Также он работал в McDonalds'е.

## Музыкальная карьера

### 2015—2017:One Night,Lil BoatиTeenage Emotions
Yachty впервые получил известность в декабре 2015 года, когда его песня «One Night» была использована в вирусном комедийном клипе.
В феврале 2016 года Yachty участвовал в качестве модели на модном показе Yeezy Season 3 от Kanye West в Мэдисон-сквер-гарден. Дебютный микстейп Lil Yachty, Lil Boat, был выпущен 9 марта 2016 года.
В апреле 2016 года Yachty совместно с DRAM работали над хитом «Broccoli», который достиг 5-й позиции в американском чарте Billboard Hot 100. Он фигурировал в микстейпе Chance The Rapper, Coloring Book, который был выпущен в мае 2016. 10 июня 2016 он объявил, что подписал контракт с лейблами Quality Control Music, Capitol Records и Motown Records. Yachty выпустил свой второй микстейп, Summer Songs 2 20 июля 2016.
26 мая 2017 года Yachty выпустил свой дебютный студийный альбом, Teenage Emotions. Его первый рекламный сингл, «Harley», спродюсированный K Swisha, был выпущен 14 апреля 2017 года. Его второй рекламный сингл, «Bring It Back», спродюсированный Free School, был выпущен 4 мая 2017 года. Третий рекламный сингл, «X Men», спродюсированный 30 Roc и Tillie, включает в себя гостевое участие от американского рэпера Evander Griiim, был выпущен 18 мая 2017 года.

### 2018 — 2020:Lil Boat 2,Nuthin’ 2 Prove,A-TeamиLil Boat 3
20 февраля 2018 года Lil Yachty объявил, что его второй студийный альбом, Lil Boat 2, выйдет 9 марта 2018 года. Ранее, 21 января 2018 года, было подтверждено, что Lil Yachty и Takeoff работают над ещё не выпущенным альбомом.
Он вступил в группу FaZe Clan в декабре 2018 года под псевдонимом «FaZe Boat».
28 февраля 2020 года Lil Yachty выпустил совместный альбом A-Team вместе с рэперами Lil Keed, Lil Gotit и продюсером Zaytoven. Альбом состоит из 10 треков.
Четвёртый студийный альбом Lil Boat 3 был выпущен 29 мая 2020 года. Его делюкс-версия под названием Lil Boat 3.5 вышла 27 ноября того же года.

### 2021 — настоящее время:Michigan Boy Boat
23 апреля 2021 года Lil Yachty выпустил микстейп Michigan Boy Boat, посвящённый штату Мичиган, который исполнитель назвал своим «вторым домом». 4 октября 2022 года исполнитель выпустил песню «Poland» на SoundCloud. После его успеха трек был выпущен на всех стриминговых площадках 11 октября.

## Личная жизнь
Lil Yachty учился в Алабамском государственном университете осенью в 2015 году, но вскоре бросил его и начал заниматься музыкой.
В интервью CNN в 2016 году Lil Yachty выразил поддержку Берни Сандерсу на президентских выборах.
20 октября 2021 года рэпер объявил о рождении его дочери. Личность матери не разглашается.

### Реклама
Yachty фигурировал в рекламном ролике Sprite с Леброном Джеймсом, где он находился в ледяной пещере и играл на пианино. Lil Yachty был выбран в качестве лица новой коллекции Nautica и Urban Outfitters. Yachty также фигурировал в видео «It Takes Two» для американской компании Target.
В 2018 Yachty вместе с Donny Osmond работали над созданием песни для брендовой компании Chef Boyardee под названием «Start the Par-dee».

### Проблемы с законом

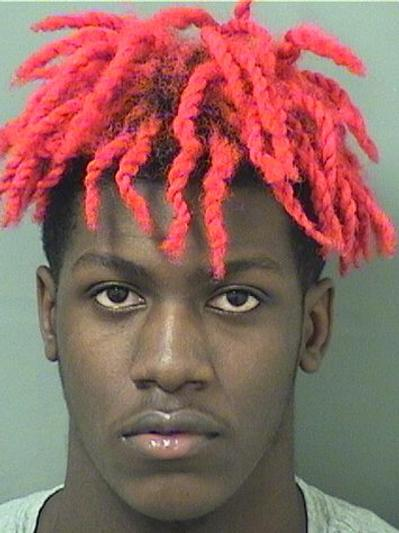
Магшот 2015 года

1 сентября 2015 года Lil Yachty и ещё один мужчина были арестованы за мошенничество в торговом центре в Палм-Бич-Гарденс, штат Флорида. Lil Yachty освободили под залог суммой в 11,000 долларов.
18 февраля 2022 года в коллективном иске, поданном против криптовалютной компании SafeMoon, утверждалось, что компания является схемой памп и дамп, Макколлум был назван ответчиком вместе с боксёром Джейком Полом, музыкантом Ником Картером, рэпером Soulja Boy и создателем шоу Ben Phillips Blows Up Беном Филлипсом за продвижение токена SafeMoon в своих социальных сетях с вводящей в заблуждение информацией.

## Фильмография
| Год        | Фильм                  | Роль           | Примечания                    |
| ---------- | ---------------------- | -------------- | ----------------------------- |
| 2018       | Юные титаны, вперёд!   | Зелёный фонарь | Голосовая роль                |
| 2018       | Идеальная игрушка 2    | Битбоксер      | [ 38 ]                        |
| 2019       | Та ещё парочка         | Камео          |                               |
| 2019       | Торчки 2               | Роджер Сайлас  | Телевизионный фильм           |
| 2020, 2023 | Шоу Эрика Андре        | Камео          | 2 эпизод                      |
| 2021       | Мужчина по имени Скотт | Камео          | Документальный фильм          |
| 2022       | Система                | Джокер         | Также исполнительный продюсер |
| 2023       | Повзрослевшие          | Коул Хадсон    |                               |
| 2025       | Игры Биста             | Камео          | 5 эпизод                      |

## Дискография

### Студийные альбомы
- Teenage Emotions (2017)
- Lil Boat 2 (2018)
- Nuthin’ 2 Prove (2018)
- Lil Boat 3 (2020)
- Let’s Start Here (2023)

## Награды и номинации

### Billboard Music Awards
| Год  | Номинируемая работа           | Категория                  | Результат |
| ---- | ----------------------------- | -------------------------- | --------- |
| 2017 | «Broccoli» (совместно с DRAM) | Top Rap Collaboration      | Номинация |
| 2017 | «Broccoli» (совместно с DRAM) | Top Rap Song               | Номинация |
| 2017 | «Broccoli» (совместно с DRAM) | Top Streaming Song (Audio) | Номинация |

### MTV Video Music Awards
| Год  | Номинируемая работа           | Категория           | Результат |
| ---- | ----------------------------- | ------------------- | --------- |
| 2017 | «Broccoli» (совместно с DRAM) | Best Hip Hop Video  | Номинация |
| 2017 | «Broccoli» (совместно с DRAM) | Best Collaboration  | Номинация |
| 2017 | «iSpy» (совместно с Kyle)     | Best Visual Effects | Номинация |

### Другие награды
| Год  | Награды                             | Категория                          | Номинированная работа         | Результат |
| ---- | ----------------------------------- | ---------------------------------- | ----------------------------- | --------- |
| 2017 | Грэмми                              | Лучшее исполнение мелодичного рэпа | «Broccoli» (совместно с DRAM) | Номинация |
| 2017 | iHeartRadio Much Music Video Awards | Лучший новый международный артист  | Lil Yachty                    | Номинация |
| 2017 | MTV Europe Music Awards             | Лучшее музыкальное видео           | «iSpy» (совместно с Kyle)     | Номинация |